# Bondiss
Bondiss är en ort i Kanada.   Den ligger i provinsen Alberta, i den centrala delen av landet, 2 800 km väster om huvudstaden Ottawa. Bondiss ligger 621 meter över havet och antalet invånare är 106.
Terrängen runt Bondiss är platt. Trakten runt Bondiss är nära nog obefolkad, med mindre än två invånare per kvadratkilometer.. Närmaste större samhälle är Boyle, 7,7 km väster om Bondiss. 
I omgivningarna runt Bondiss växer i huvudsak blandskog.